# 中外炉工業
中外炉工業株式会社（ちゅうがいろこうぎょう、英: Chugai Ro Co., Ltd.）は大阪府に本社を置く工業炉・産業機械などの製作・販売・施工設置を行っている企業。大輪会の会員企業である。

## 事業内容
下記の装置の施工などを行っている。
エネルギー
- 工業炉 - 加熱炉や真空熱処理炉、高温炉など
- 燃焼装置 - ガスバーナーなど

情報通信
- 精密塗工装置など

環境保全
- 蓄熱式脱臭装置
- キルンなど

## 沿革
- 1945年（昭和20年） - 設立。
- 1962年（昭和37年） - 大阪証券取引所二部に上場。
- 1969年（昭和44年） - 大阪証券取引所一部に上場。
- 1970年（昭和45年） - 東京証券取引所一部に上場。
- 1990年（平成2年） - 国際花と緑の博覧会に大輪会グループとして参加。

## 事業所所在地
- 本社 - 大阪市中央区平野町3丁目6番1号 あいおいニッセイ同和損保御堂筋ビル
- 事業所
  - 堺事業所（工場など） - 堺市西区築港新町2丁4番
  - 堺センター - 堺市西区石津西町94番地7
  - 東京支社 - 東京都港区港南2丁目5番7号 港南ビル7階
  - 名古屋営業所 - 名古屋市中村区名駅南1丁目21番19号 名駅サウスサイドスクエア 6階
  - 燃焼研究所 - 大阪府柏原市円明町1000番地6
  - 小倉工場 - 北九州市小倉北区東港2丁目2番1号

## 関連会社
中外炉グループとして、親会社以外に9社存在する。
- 株式会社シーアール
- 中外プラント株式会社
- 中外エンジニアリング株式会社

以上のほか、海外に6社ある。